# Imhoff-Schokoladenmuseum

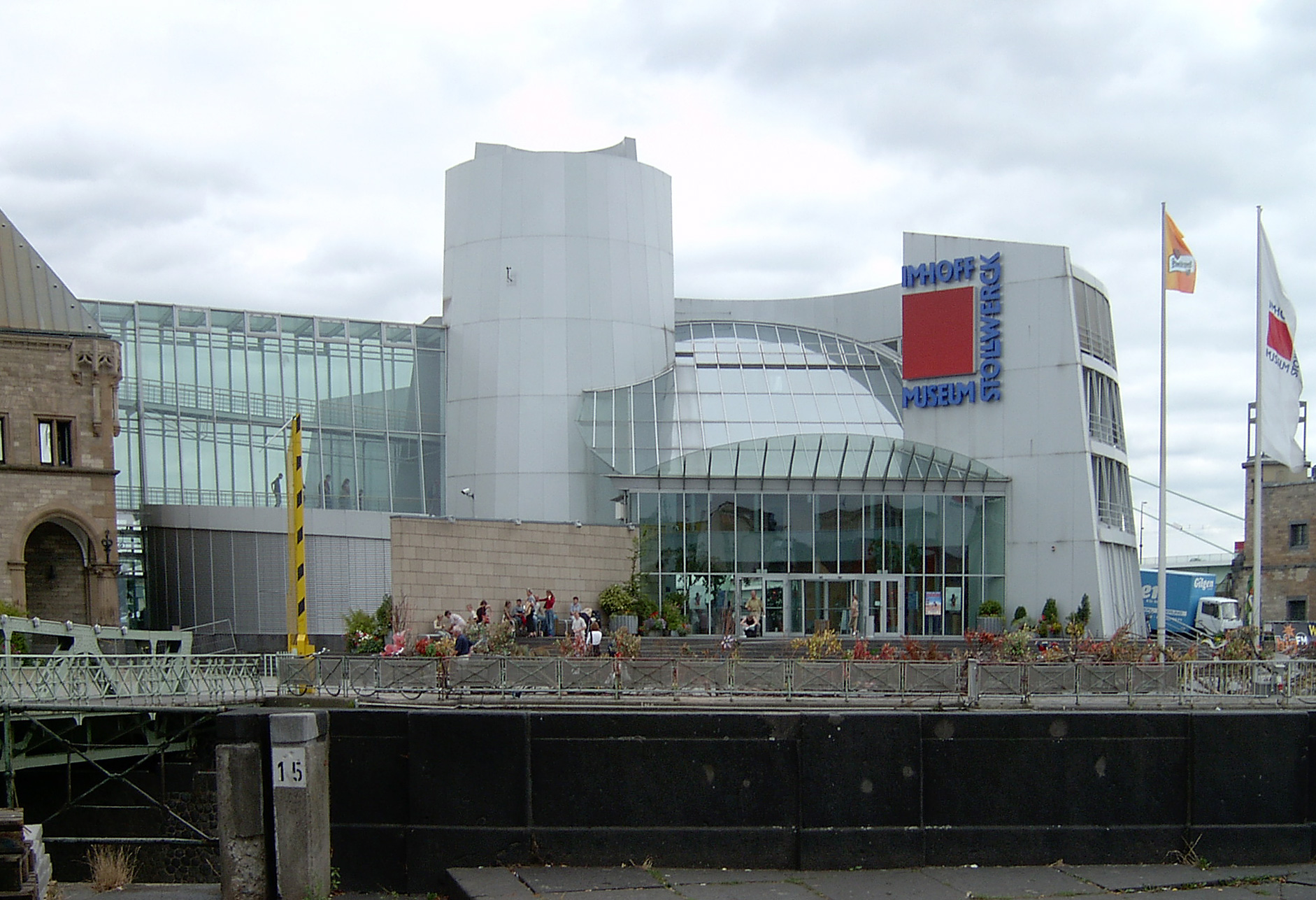
Widok ogólny zabudowań muzealnych

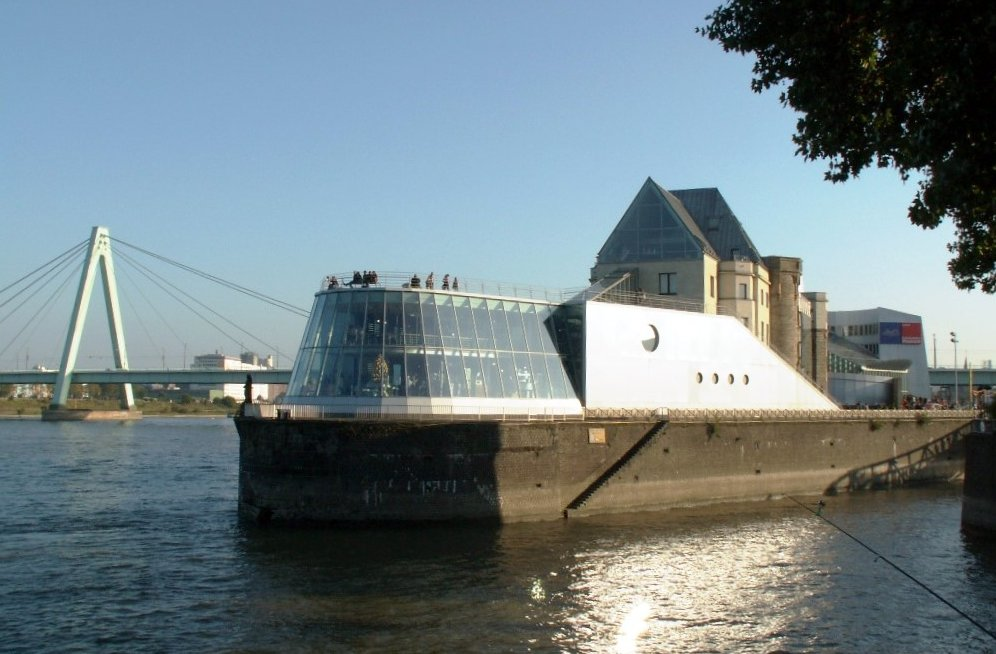
Teren muzeum

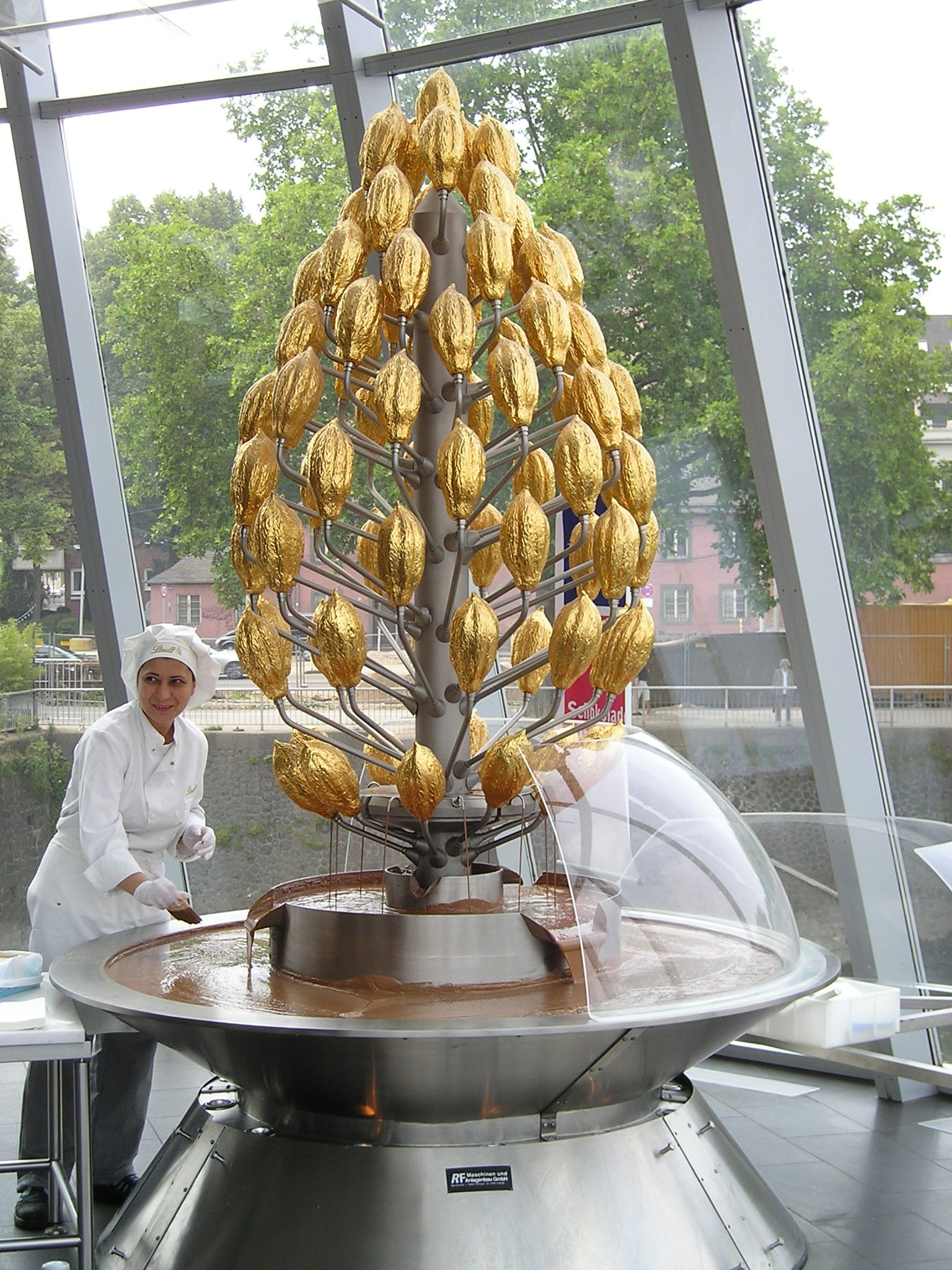
Fontanna czekoladowa

Imhoff-Schokoladenmuseum – muzeum zlokalizowane w Kolonii w Niemczech, poświęcone historii czekolady.

## Informacje ogólne
Obiekt został otwarty 31 października 1993, jako Imhoff-Stollwerck Schokoladenmuseum, przez ówczesnego szefa firmy Stollwerck – Hansa Imhoffa. Znajduje się w Kolonii, na półwyspie Renu. W salach wystawowych, zaprezentowano historię czekolady, od jej początków u Olmeków, Majów i Azteków, aż do chwili obecnej. Do oglądania przeznaczone są zarówno produkty, jak i metody wytwarzania czekolady.
Muzeum, z 4000 wycieczek rocznie i 650 000 odwiedzających, należy do pierwszej dziesiątki najpopularniejszych muzeów niemieckich. Muzeum nie musi korzystać z dotacji z uwagi na dodatni wynik ekonomiczny.

## Właściciel
Muzeum prowadzone jest przez Schokoladenmuseum Köln GmbH. Nowym partnerem w produkcji czekolady jest od marca 2006 szwajcarski koncern cukierniczy Lindt & Sprüngli.

## Atrakcje
Główne atrakcje, oprócz tradycyjnych eksponatów, stanowią: miniatura fabryki czekolady, produkująca miniaturowe tabliczki rozdawane zwiedzającym, palmiarnia z drzewami kakaowymi, 3-metrowe fontanny czekoladowe, a także sklep z wyrobami czekoladowymi, zwłaszcza koncernu Lindt & Sprüngli. Obejrzeć można także kolekcję porcelany i srebra, związanej ze spożywaniem czekolady (XVIII i XIX w.), a także zabytkowe automaty do sprzedaży czekolady.